# Macierz układu
Macierz układu (także macierz modelu, macierz regresorów, macierz planu eksperymentu, macierz zmiennych objaśniających, macierz obserwacji, macierz projektowa, ang. design matrix) – wykorzystywana w modelowaniu statystycznym macierz zawierająca wartości zmiennych objaśniających dla zebranych obserwacji, najczęściej oznaczana przez X. Macierz układu stosowana jest np. w analizie regresji lub w analizie wariancji. Każdy wiersz reprezentuje pojedynczy obiekt, a kolejne kolumny odpowiadają zmiennym. Macierz może zawierać zmienne ilościowe, a także zero-jedynkowe zmienne sztuczne wskazujące na przynależność obiektu do danej grupy; może również zawierać kolumnę z samymi jedynkami. 
Zaletą koncepcji macierzy układu jest to, że może ona znaleźć zastosowanie dla wielu różnych planów eksperymentalnych i modeli statystycznych, w tym dla analizy wariancji, analizy kowariancji i regresji liniowej.

## Definicja
Macierz układu to macierz {\displaystyle X}, w której {\displaystyle x_{ij}} (element w j-tej kolumnie i-tego rzędu macierzy {\displaystyle X}) zawiera wartość j-tej zmiennej powiązanej z i-tym obiektem.
Model regresji liniowej można przedstawić w formie macierzowej:
{\displaystyle y=X\beta +e,}
gdzie X jest macierzą układu, {\displaystyle \beta } jest wektorem współczynników modelu (po jednym dla każdej zmiennej), {\displaystyle e} jest wektorem błędów losowych ze średnią zerową, a y jest wektorem zawierającym wartości zmiennej objaśnianej dla każdego obiektu.

## Wymiary
Macierz układu ma wymiary n × p, gdzie n jest liczbą zaobserwowanych obiektów, a p jest liczbą zmiennych (cech) zmierzonych dla każdego obiektu.
Różne wiersze mogą na przykład odpowiadać kolejnym powtórzeniom eksperymentu, podczas gdy kolumny odpowiadają poszczególnym zmiennym (na przykład zastosowanym zabiegom). Załóżmy na przykład, że w eksperymecnie dziesięciu osobom zostaną zadane 4 pytania. Macierz danych M byłaby macierzą o wymiarach 10×4 (10 wierszy i 4 kolumny). W wierszu i w kolumnie j znajdzie się odpowiedź i-tej osoby na j-te pytanie.

## Przykłady

### Średnia arytmetyczna
Macierz układu średniej arytmetycznej jest wektorem kolumnowym jedynek.

### Prosta regresja liniowa
Prosta regresja liniowa to regresja z pojedynczą zmienną objaśniającą:
{\displaystyle y_{i}=\beta _{0}+\beta _{1}x_{i}+\varepsilon _{i},\,}
gdzie {\displaystyle \beta _{0}} jest wyrazem wolnym (stałą, punktem przecięcia linii regresji z osią y), a {\displaystyle \beta _{1}} określa nachylenie (jest współczynnikiem kierunkowym) linii regresji. Załóżmy, że mamy 7 obserwacji (i = 1, 2, …, 7). Model taki można przedstawić w postaci macierzowej w następujący sposób:
{\displaystyle {\begin{bmatrix}y_{1}\\y_{2}\\y_{3}\\y_{4}\\y_{5}\\y_{6}\\y_{7}\end{bmatrix}}={\begin{bmatrix}1&x_{1}\\1&x_{2}\\1&x_{3}\\1&x_{4}\\1&x_{5}\\1&x_{6}\\1&x_{7}\end{bmatrix}}{\begin{bmatrix}\beta _{0}\\\beta _{1}\end{bmatrix}}+{\begin{bmatrix}\varepsilon _{1}\\\varepsilon _{2}\\\varepsilon _{3}\\\varepsilon _{4}\\\varepsilon _{5}\\\varepsilon _{6}\\\varepsilon _{7}\end{bmatrix}}}
Macierz, której kolumny w tym przykładzie to jedynki i x, jest macierzą układu. Pierwsza kolumna w macierzy układu zawiera same jedynki i umożliwia oszacowanie wyrazu wolnego, podczas gdy druga kolumna zawiera wartości zmiennej objaśniającej x powiązane z odpowiednimi wartościami y. 

### Regresja wielokrotna
Załóżmy ponownie, że dane składają się z siedmiu obserwacji i dla każdej zaobserwowanej wartości zmiennej objaśnianej ({\displaystyle y_{i}}), obserwuje się również wartości dwóch zmiennych objaśniających wi oraz xi:
{\displaystyle y_{i}=\beta _{0}+\beta _{1}w_{i}+\beta _{2}x_{i}+\varepsilon _{i}}
Model ten można zapisać w postaci macierzowej w następujący sposób:
{\displaystyle {\begin{bmatrix}y_{1}\\y_{2}\\y_{3}\\y_{4}\\y_{5}\\y_{6}\\y_{7}\end{bmatrix}}={\begin{bmatrix}1&w_{1}&x_{1}\\1&w_{2}&x_{2}\\1&w_{3}&x_{3}\\1&w_{4}&x_{4}\\1&w_{5}&x_{5}\\1&w_{6}&x_{6}\\1&w_{7}&x_{7}\end{bmatrix}}{\begin{bmatrix}\beta _{0}\\\beta _{1}\\\beta _{2}\end{bmatrix}}+{\begin{bmatrix}\varepsilon _{1}\\\varepsilon _{2}\\\varepsilon _{3}\\\varepsilon _{4}\\\varepsilon _{5}\\\varepsilon _{6}\\\varepsilon _{7}\end{bmatrix}}}
Macierz 7×3 zawierająca jedynki, wartości wi i xi jest macierzą układu.

### Jednoczynnikowa analiza wariancji
Załóżmy, że mamy model analizy wariancji (ANOVA) z trzema grupami i siedmioma obserwacjami. Zbiór danych zawiera trzy pierwsze obserwacje należące do pierwszej grupy, dwie kolejne obserwacje należące do drugiej grupy i dwie ostatnie obserwacje należące do trzeciej grupy. Model, który ma być dopasowany, sprowadza się do estymacji średniej w każdej grupie:
{\displaystyle y_{ij}=\mu _{i}+\varepsilon _{ij}}
W formie macierzowej można go zapisać w następujący sposób:
{\displaystyle {\begin{bmatrix}y_{1}\\y_{2}\\y_{3}\\y_{4}\\y_{5}\\y_{6}\\y_{7}\end{bmatrix}}={\begin{bmatrix}1&0&0\\1&0&0\\1&0&0\\0&1&0\\0&1&0\\0&0&1\\0&0&1\end{bmatrix}}{\begin{bmatrix}\mu _{1}\\\mu _{2}\\\mu _{3}\end{bmatrix}}+{\begin{bmatrix}\varepsilon _{1}\\\varepsilon _{2}\\\varepsilon _{3}\\\varepsilon _{4}\\\varepsilon _{5}\\\varepsilon _{6}\\\varepsilon _{7}\end{bmatrix}}}
W tym modelu {\displaystyle \mu _{i}} reprezentuje średnią w {\displaystyle i}-tej grupie.

### Jednoczynnikowa analiza wariancji z grupą odniesienia
Model ANOVA można równoważnie zapisać z wykorzystaniem parametrów grupowych {\displaystyle \tau _{i}} oznaczających odstępstwo od jakiegoś poziomu odniesienia. Zwykle za odniesienie przyjmuje się jedną z rozważanych grup. Ma to sens na przykład w kontekście porównywania wielu grup poddawanych leczeniu z grupą kontrolną („grupą odniesienia”, „grupą referencyjną”). W tym przykładzie jako grupę odniesienia wskazano grupę 1. Równanie wygląda w następujący sposób: 
{\displaystyle y_{ij}=\mu +\tau _{i}+\varepsilon _{ij}}
przy czym {\displaystyle \tau _{1}} wynosi zero. W formie macierzowej takie równanie można przedstawić w nastepujący sposób:
{\displaystyle {\begin{bmatrix}y_{1}\\y_{2}\\y_{3}\\y_{4}\\y_{5}\\y_{6}\\y_{7}\end{bmatrix}}={\begin{bmatrix}1&0&0\\1&0&0\\1&0&0\\1&1&0\\1&1&0\\1&0&1\\1&0&1\end{bmatrix}}{\begin{bmatrix}\mu \\\tau _{2}\\\tau _{3}\end{bmatrix}}+{\begin{bmatrix}\varepsilon _{1}\\\varepsilon _{2}\\\varepsilon _{3}\\\varepsilon _{4}\\\varepsilon _{5}\\\varepsilon _{6}\\\varepsilon _{7}\end{bmatrix}}}
W tym modelu {\displaystyle \mu } jest średnią grupy odniesienia, zaś {\displaystyle \tau _{i}} jest różnicą pomiędzy średnią w grupie {\displaystyle i} a średnią grupy odniesienia. Parametr {\displaystyle \tau _{1}} nie jest uwzględniony w macierzy, ponieważ z konieczności wynosi zero.